# Pic du Thabor
Pour les articles homonymes, voir Thabor.
Ne doit pas être confondu avec Mont Thabor (France).
Le pic du Thabor est un sommet des Alpes françaises, situé dans le massif des Cerces et précisément dans le chaînon du Thabor, au sud-ouest de Modane, à l'intersection des communes de Valmeinier et Orelle en Savoie. 

## Toponymie
Si le pic est un sommet fini en pointe,, « Thabor » possède une étymologie relevant principalement de l'onomastique locale : ce terme, associé à plusieurs sommets du massif des Cerces, pourrait dériver d'un nom de famille mauriennais.

## Géographie

### Situation
Le sommet culmine à 3 207 m d'altitude, juste au nord du mont Thabor (3 178 mètres) dont il est séparé par le col du Thabor (3 109 mètres). Il se trouve sur la limite communale d'Orelle et de Valmeinier, en Savoie.
Sa crête nord-ouest le relie à la pointe de Terre Rouge de l'autre côté du passage du Pic du Thabor.

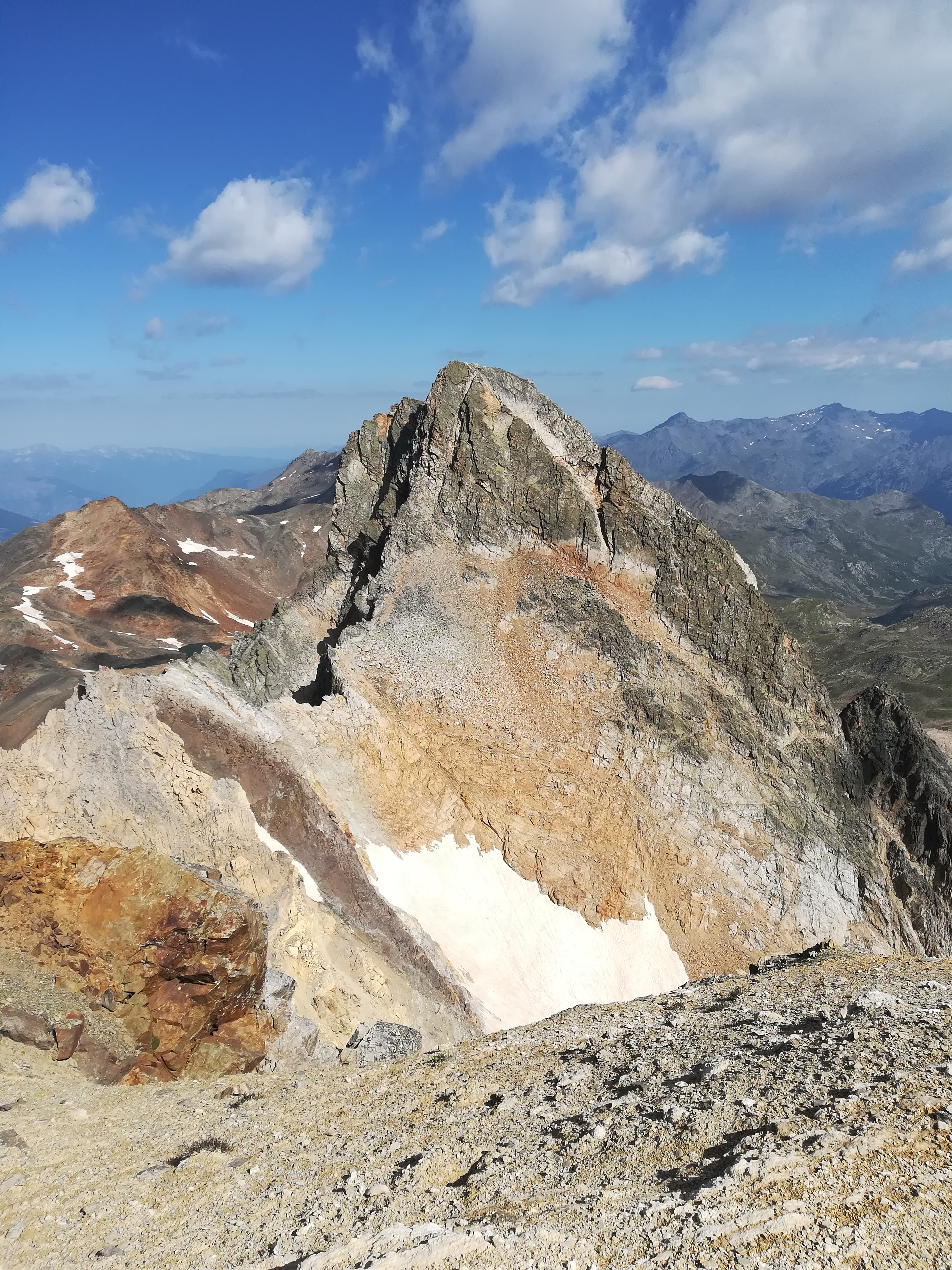
Vue du pic du Thabor depuis le sommet du mont Thabor.
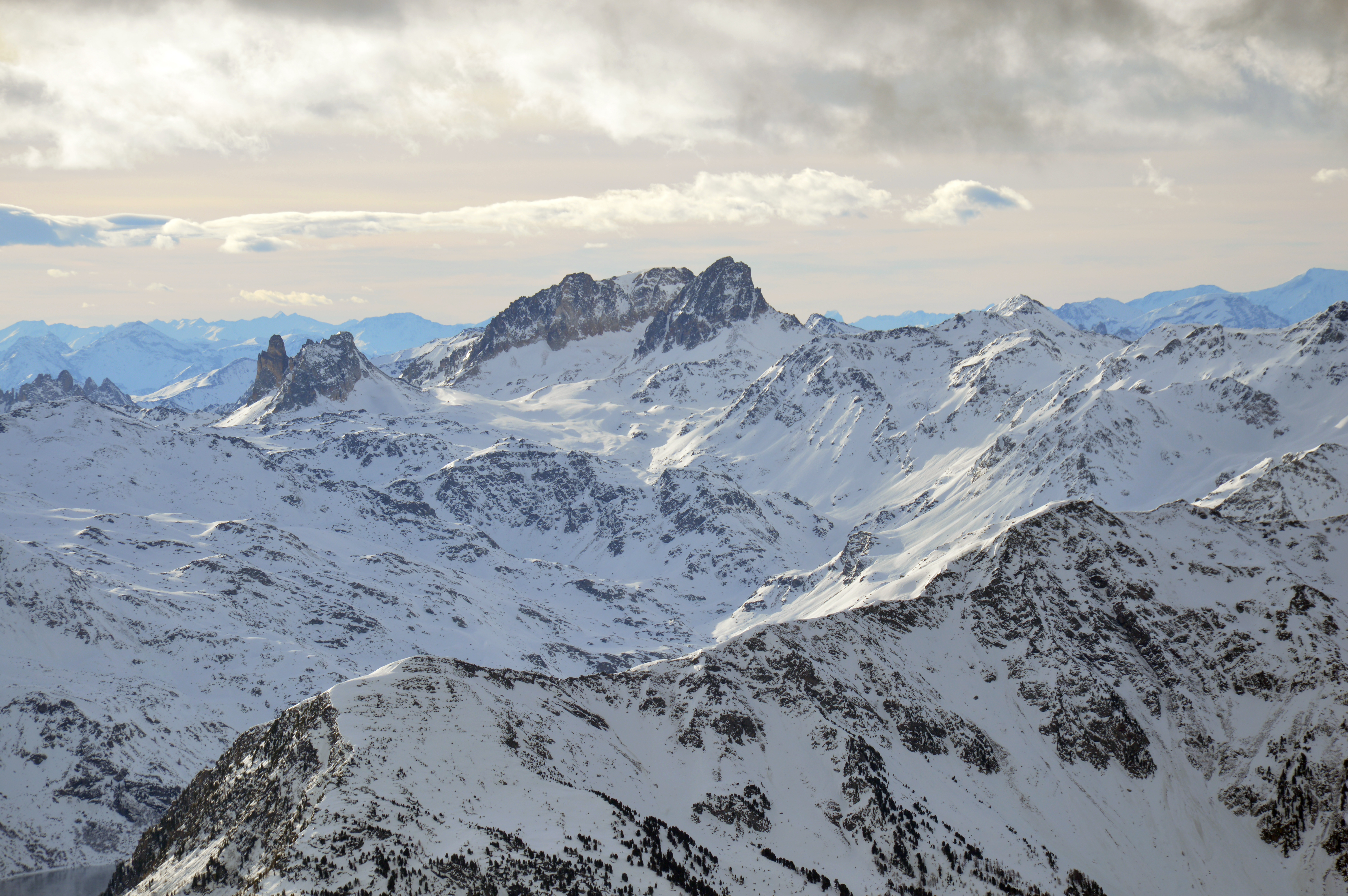
Au centre, vue du mont Thabor partiellement caché derrière le pic du Thabor.
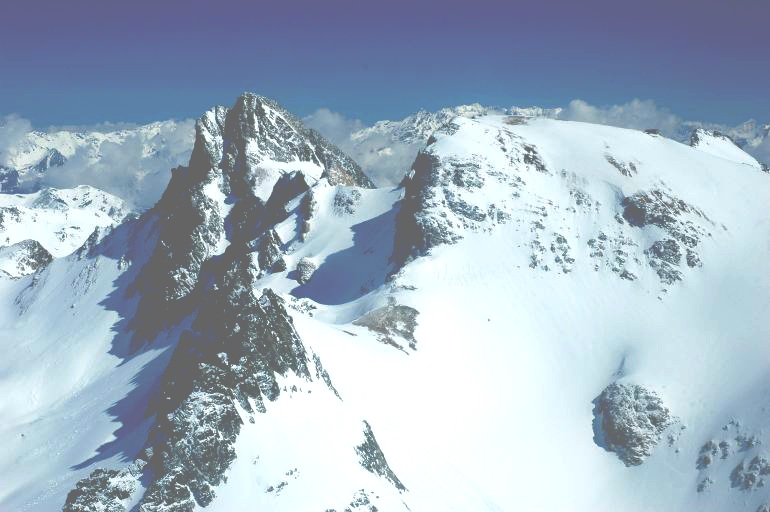
Vue du mont Thabor à droite et du pic du Thabor à gauche.

### Géologie

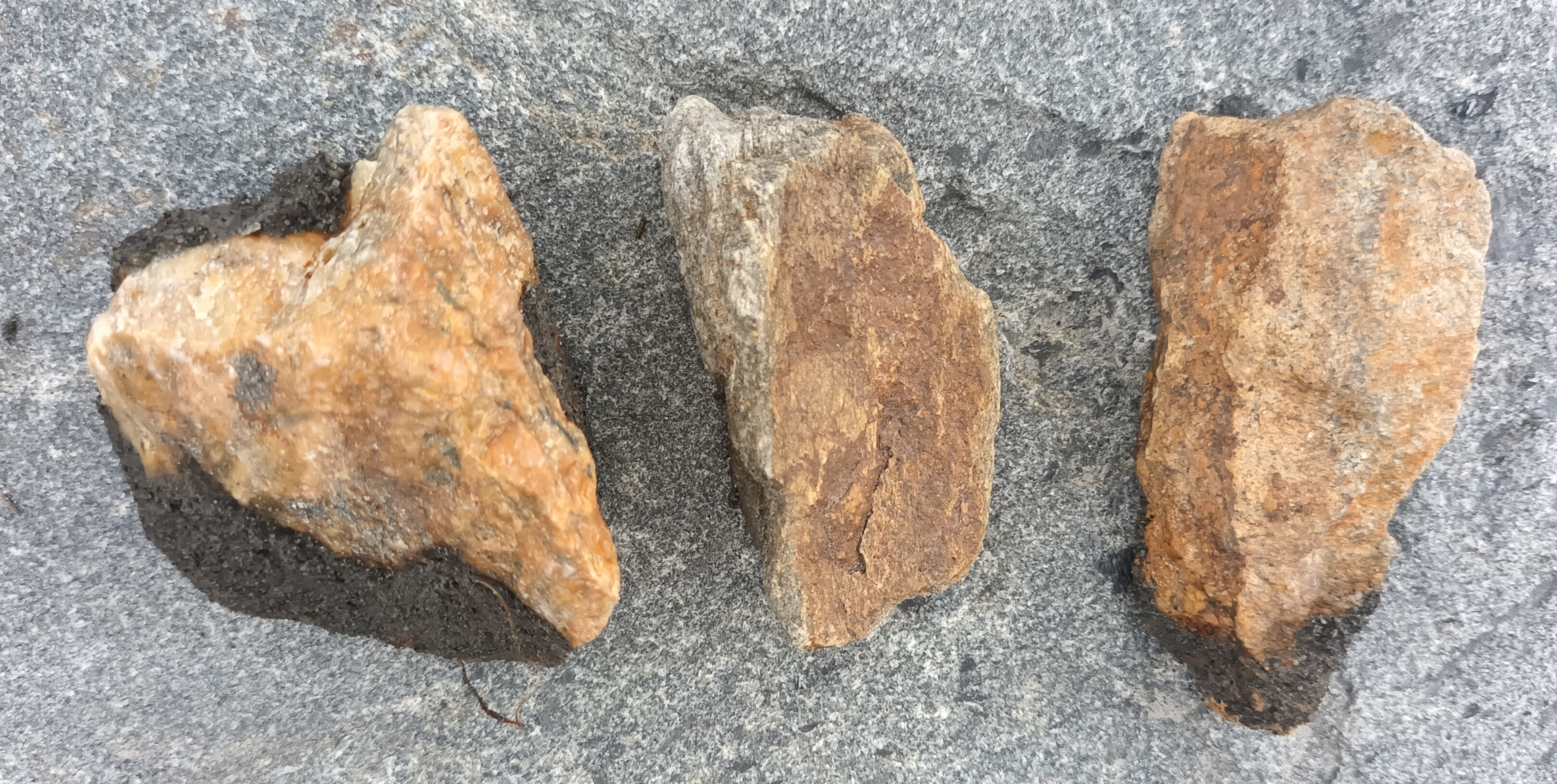
Blocs de quartzite du pic du Thabor.

Ce sommet est principalement constitué de quartzite du Trias inférieur. C'est cette roche qui donne au pic du Thabor une teinte orangée, couleur observable également sur la pointe de Terre Rouge, sommet plus au nord,.

## Ascension
Si l'ascension du mont Thabor est relativement aisée avec la présence de sentiers peu techniques sur son adret, celle du pic du Thabor est en revanche beaucoup plus technique et nécessite des connaissances en escalade, le sommet étant cerné de falaises et de parois escarpées,. La voie normale est par l'arête sud depuis le col du Thabor.